# San Pietro della Ienca
San Pietro della Ienca è un borgo disabitato posto nella valle del Vasto, sotto il massiccio del Gran Sasso d'Italia, nel territorio comunale dell'Aquila.
Nel XIII secolo è stato uno dei castelli che hanno partecipato alla fondazione dell'Aquila, in seguito alla quale ha subito un progressivo abbandono. Nel XX secolo è stato più volte luogo di visita di papa Giovanni Paolo II. A partire dal 1995 il borgo è stato parzialmente recuperato ed è sede di eventi culturali durante la stagione estiva; la chiesa di San Pietro della Ienca — nota come santuario di Giovanni Paolo II — ospita una reliquia del papa.

## Geografia

### Territorio
San Pietro della Ienca è situato nella valle del Vasto, che si estende lungo la fascia pedemontana del Gran Sasso d'Italia, tra il passo delle Capannelle ad ovest e Assergi a est; è posto su di un colle a 1 166 metri s.l.m. sul versante meridionale dei monti Franco e Ienca, da cui il nome, in posizione dominante sul rio Vasto che attraversa l'intera vallata.
Il borgo è collocato lungo la strada provinciale 86 del Vasto, a circa 5 km da Assergi, 11 km da Paganica e 20 km dall'Aquila. Durante la stagione invernale la strada viene frequentemente chiusa al transito ed il santuario resta raggiungibile solamente a piedi. Ad ovest del paese, sono i resti del borgo di Vasto (o Guasto), anch'esso disabitato; lungo il sentiero naturalistico che discende verso Assergi, è situata invece la grotta a Male.

## Storia
Alla devastazione di Forcona, avvenuta prima del X secolo per mano dei longobardi, gli abitanti di questa città si diffusero nelle vallate circostanti, dando luogo a nuovi insediamenti o, in alcuni casi, ampliando quelli esistenti; è possibile che anche San Pietro della Ienca abbia avuto origine in questo modo anche se il borgo non viene menzionato nel diploma dell'imperatore Ottone I del 956.
Il primo documento che attesta l'esistenza di San Pietro della Ienca è la bolla pontificia di papa Alessandro III del 24 settembre 1178, in cui viene citata la presenza di tre chiese lungo la vallata: «Ecclesiam S. Marie de Guasto, (...) S. Petri de Guasto, (...) Ecclesiam S. Nicolai de Genca». Data la modesta dimensione del borgo di Vasto, è poco probabile che le tre chiese fossero situate nello stesso abitato e la stessa San Pietro del Guasto dovrebbe corrispondere all'attuale chiesa di San Pietro della Ienca; nei documenti successivi la chiesa è citata come «S. Petrus de Fonte» per poi assumere la denominazione attuale sul finire del XIII secolo.
San Pietro partecipò alla fondazione dell'Aquila ricevendo un locale nel quarto di Santa Maria dove edificò la chiesa dei Santi Pietro e Niccolò. In quel momento, il borgo doveva essere particolarmente fiorente tanto da subire, nel 1269 una tassazione doppia rispetto alla vicina città di Camarda, indice di una maggiore ricchezza. Nel secolo successivo, tuttavia, soprattutto a causa dell'inurbamento dell'Aquila, il borgo fu caratterizzato da un progressivo ma inesorabile spopolamento. Già nel 1408 il borgo risulta diruto e, secondo lo storico Anton Ludovico Antinori, venne denominato “della Genca” perché pertinenza o residuo del più importante insediamento di Genca.
Nel 1568 il borgo, già disabitato, venne annesso a Camarda. Nel 1927, con la Grande Aquila, venne quindi ricompreso sotto la dipendenza dell'Aquila.
Nel XX secolo il borgo venne riscoperto da papa Giovanni Paolo II che vi si ritirò almeno tre volte, sia in veste ufficiale sia privata, tra gli Ottanta e Novanta, incentivandone a più riprese il recupero ed il restauro, poi eseguito tra il 1995 ed il 1997 a cura della Soprintendenza. Nel 2011 la chiesa di San Pietro alla Ienca venne intitolata allo stesso papa, di cui conserva una reliquia ex-sanguine.

### Simboli
Lo stemma di San Pietro della Ienca recava due chiavi di san Pietro incrociate e legate da una banda rossa in campo giallo.
Dalla simbologia, similare allo stemma papale, è possibile desumere che l'intitolazione del borgo fosse dedicata a san Pietro apostolo e non a san Pietro Celestino, come pure è stato storicamente ipotizzato. I colori delle stemma erano identitari del luogo: il giallo derivava dallo zafferano dell'Aquila ed il rosso dall'infuso che si ricavava dalle radici di rubia tinctorum, molto diffusa nei boschi di Camarda.

## Monumenti e luoghi d'interesse

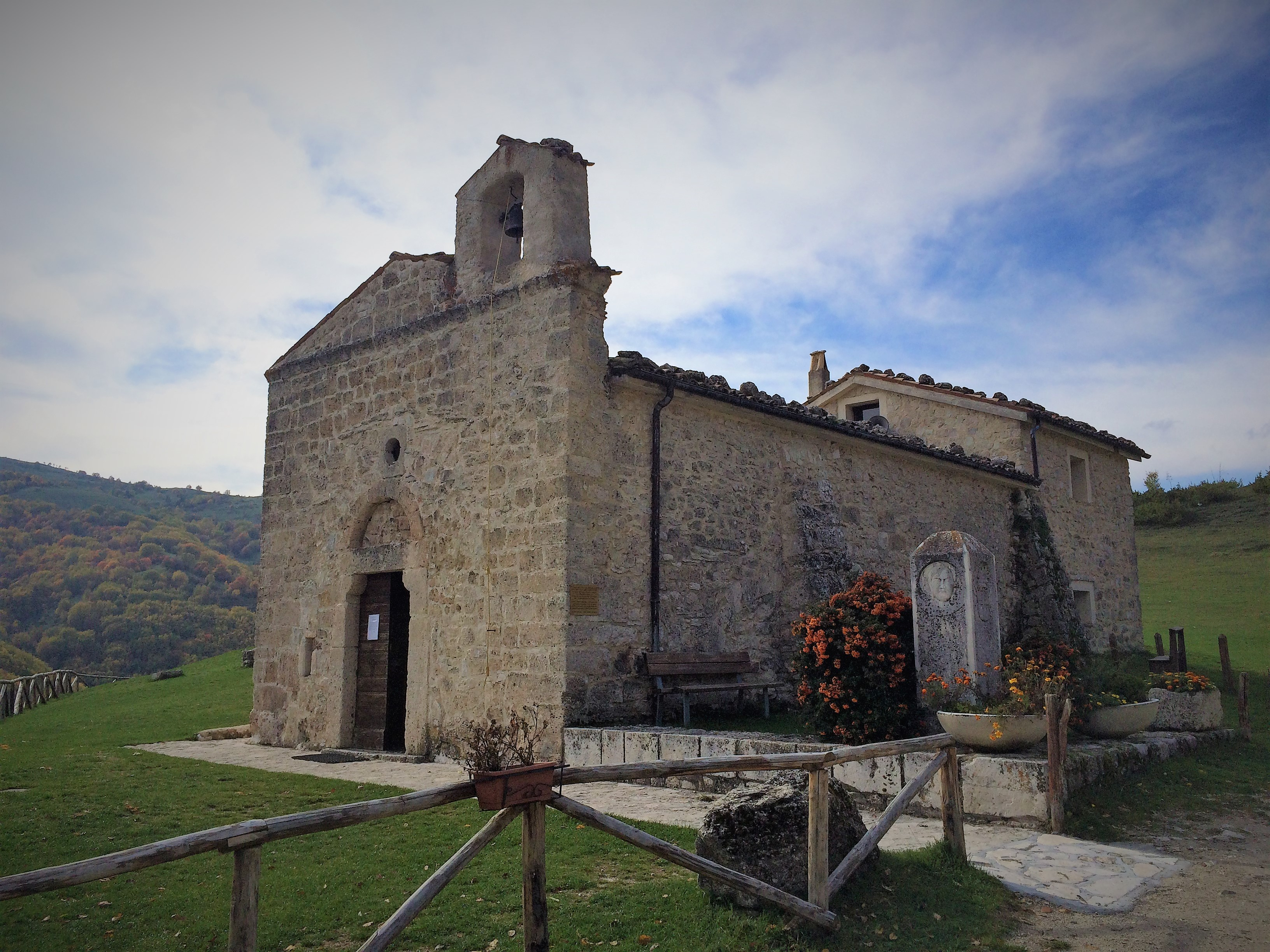
La chiesa di San Pietro della Ienca.

### Architetture religiose
- Chiesa di San Pietro della Ienca:[8][9] oggi nota come santuario di papa Giovanni Paolo II, è un piccolo edificio religioso in stile romanico, forse elemento superstite di un più vasto complesso monastico che nel XIII secolo costituiva il nucleo del borgo; al suo interno viene custodita una reliquia ex-sanguine del papa ed è meta di pellegrinaggio.

### Aree naturali
- Grotta a Male:[3][4] complesso di cavità carsiche poste sulle sponde del rio Vasto. Le grotte, esplorate per la prima volta nel 1573 da Francesco De Marchi si sviluppano per 470 metri attraversando diverse sale e due laghi sotterranei.